# Тихомиров, Юрий Александрович
Ю́рий Алекса́ндрович Тихоми́ров (род. 21 июля 1931, Москва) — советский и российский учёный-правовед, доктор юридических наук, профессор, специалист в области теории государства и права и государственного управления, Заслуженный деятель науки Российской Федерации. Индекс Хирша — 89.

## Биография
Окончил юридический факультет МГУ в 1954 году, а затем аспирантуру Института права АН СССР с защитой в 1957 году кандидатской диссертации на тему «Правовое положение районных Советов в городах».
До 1985 года — научный сотрудник, старший научный сотрудник, учёный секретарь, заведующий сектором, заместитель директора Института государства и права АН СССР. В 1968 году защитил докторскую диссертацию на тему «Государственная власть и проблемы управления в Советском обществе».
В 1985—1989 годах — заведующий кафедрой Академии народного хозяйства при Совете министров СССР. В настоящее время является заместителем заведующего центром публично-правовых исследований Института законодательства и сравнительного правоведения при Правительстве Российской Федерации.
Автор более 400 работ в области права, теории управления и государственного строительства. Член редакционных коллегий журналов «Государство и право», «Российская юстиция» и «Правоведение».

## Награды
- Орден «За заслуги перед Отечеством» IV степени (22 августа 2015 года) — за большой вклад в развитие науки, образования, подготовку квалифицированных специалистов и многолетнюю плодотворную деятельность[1];
- Орден Почёта (4 августа 2001 года) — за заслуги в укреплении законности и многолетнюю добросовестную работу[2];
- Орден Дружбы (31 августа 2005 года) — за заслуги в развитии приоритетных направлений юридической науки и подготовке научных кадров[3];
- Заслуженный деятель науки Российской Федерации (5 октября 1995 года) — за заслуги в развитии юридической науки и плодотворную работу по правовому обеспечению деятельности органов государственной власти[4];
- Благодарность Президента Российской Федерации (3 июня 2010 года) — за заслуги в развитии юридической науки и совершенствовании российского законодательства[5];
- Почётная грамота Совета МПА СНГ (26 ноября 2015 года, Межпарламентская ассамблея СНГ) — за активное участие в деятельности Межпарламентской Ассамблеи и её органов, вклад в укрепление дружбы между народами государств — участников Содружества Независимых Государств[6].

## Основные работы
- Управленческое решение. - М.: Наука, 1972. - 288 с.
- Научная организация управления. - М.: Советская Россия, 1973. - 173 с.
- Теория закона. - М.: Наука, 1982. - 257 с.
- Демократия и экономика. - М.: Советская Россия, 1988. - 192 с.
- Закон, стимулы, экономика. - М.: Юридическая литература, 1989. - 270 с.
- Юридическая коллизия. - М.: Манускрипт, 1994. - 136 с.
- Публичное право: учебник для вузов. - М.: Век, 1995. - 485 с.
- Курс сравнительного правоведения. - М.: Норма, 1996. - 291 с.
- Курс административного права и процесса. - М.: Юринформцентр, 1998. - 797 с.
- Правовые акты: учебно-практическое и справочное пособие. - М.: Юринформцентр, 1999. - 380 с.
- Теория компетенции. - М.: изд. М.Ю. Тихомирова, 2004. - 355 с.